# Уитни Райт
Уитни Райт (англ. Whitney Wright, род. 20 сентября 1991 года, Оклахома-Сити, штат Оклахома, США) — американская порноактриса и эротическая фотомодель.

## Биография
Родилась в Оклахома-Сити, столице штата Оклахома, в сентябре 1991 года. Начала учиться на медсестру и изучать аптечное дело, но затем бросила учёбу, после этого работала стриптизёршей Оклахома-Сити, Нью-Йорке, Техасе и Майами в течение десяти месяцев.
Стремясь дать ещё один скачок своей карьере, начала сниматься в фильмах для взрослых в 2016 году, в возрасте 25 лет. Записала свою первую сцену для FTV Girls. Кроме того, чередовала свои первые съёмки с поездками по всему миру.
Работала с такими компаниями, как Mile High, Evil Angel, Girlfriends Films, Adam & Eve, 3rd Degree, Devil's Film, Zero Tolerance, Jules Jordan Video, Digital Sin, New Sensations, Tushy, Filly Films, Lethal Hardcore, Naughty America и другими.
В 2018 году она была номинирована на премии AVN и XBIZ в категориях «Лучшая новая актриса». В том же году снялась в своей первой сцене анального секса в фильме First Anal 6 вместе с Джейд Найл, Хэвен Рэй и Кензи Ривз. В июне 2018 года стала девушкой месяца порносайта Girlsway.

## Фильмография
Снялась более чем в 120 фильмах.
Некоторые работы: Asshole Auditions 2, Boffing the Babysitter 24, Cheer Squad Sleepovers 22, Family Friendly, Kissing Cousins 4, Lesbian Schoolgirls, Me, My Stepdaddy and My BFF, Strap-On Anal 2, Yoga Girls 4.

## Общественная деятельность
Во время боевых действий в Секторе Газа Уитни выступила в поддержку Палестины. В начале 2024 года прибыла в Иран и посетила здание бывшего американского посольства.

## Премии и номинации
| Год  | Церемония                   | Результат | Номинация                                         | Работа |
| ---- | --------------------------- | --------- | ------------------------------------------------- | ------ |
| 2017 | AVN Awards                  | Номинация | Приз зрительских симпатий: самый горячий дебютант | н/д    |
| 2018 | AVN Awards                  | Номинация | Лучшая новая старлетка                            | н/д    |
| 2018 | AVN Awards                  | Номинация | Приз зрительских симпатий: самый горячий дебютант | н/д    |
| 2018 | Spank Bank Technical Awards | Номинация | Воздушный ангел года                              | н/д    |
| 2018 | Spank Bank Technical Awards | Номинация | Порно возлюбленная Америки                        | н/д    |
| 2018 | Spank Bank Technical Awards | Номинация | Лучшие 'Fuck Me' глаза                            | н/д    |
| 2018 | Spank Bank Technical Awards | Номинация | Лучшая улыбка                                     | н/д    |
| 2018 | Spank Bank Technical Awards | Номинация | Facial Cum Target of the Year                     | н/д    |
| 2018 | Spank Bank Technical Awards | Номинация | Fucking Nerd of the Year                          | н/д    |
| 2018 | Spank Bank Technical Awards | Победа    | Instagram-девушка года                            | н/д    |
| 2018 | Spank Bank Technical Awards | Номинация | Самый очаровательный сексуальный девианты         | н/д    |
| 2018 | Spank Bank Technical Awards | Номинация | Девушка моей (влажной) мечты                      | н/д    |
| 2018 | Spank Bank Technical Awards | Победа    | Новичок года                                      | н/д    |
| 2018 | Spank Bank Technical Awards | Номинация | Самая красивая девушка в порно                    | н/д    |
| 2018 | Spank Bank Technical Awards | Номинация | Pretty In Pink                                    | н/д    |
| 2018 | Spank Bank Technical Awards | Номинация | Silky Smooth                                      | н/д    |
| 2018 | Spank Bank Technical Awards | Номинация | The Dirty Little Slut of the Year                 | н/д    |
| 2018 | Spank Bank Technical Awards | Номинация | Девушка по соседству … только лучше               | н/д    |
| 2018 | Spank Bank Technical Awards | Номинация | Самая отшлёпанная девушка года                    | н/д    |
| 2018 | Spank Bank Technical Awards | Победа    | Porn Set Emergency Management Specialist          | н/д    |
| 2018 | Spank Bank Technical Awards | Победа    | Sexiest Social Media Strategist                   | н/д    |
| 2018 | XBIZ Award                  | Номинация | Лучшая новая старлетка                            | н/д    |